# Chudolazy
Chudolazy jsou malá vesnice, část obce Medonosy v okrese Mělník ve Středočeském kraji. Nachází se asi dva kilometry jižně od Medonos. Vesnicí protéká Liběchovka. Prochází zde silnice I/9 na jejímž 39. kilometru se nachází socha svatého Jana Nepomuckého, kterou mylně považují[kdo?] za sochu svatého Kryštofa, u které při průjezdu troubí pro štěstí. Chudolazy jsou také název katastrálního území o rozloze 3,07 km².

## Historie
První písemná zmínka o vesnici pochází z roku 1357.

## Obyvatelstvo
| Rok            | 1869 | 1880 | 1890 | 1900 | 1910 | 1921 | 1930 | 1950 | 1961 | 1970 | 1980 | 1991 | 2001 | 2011 | 2021 |
| -------------- | ---- | ---- | ---- | ---- | ---- | ---- | ---- | ---- | ---- | ---- | ---- | ---- | ---- | ---- | ---- |
| Počet obyvatel | 190  | 171  | 148  | 136  | 124  | 121  | 125  | 52   | 57   | 82   | 52   | 38   | 44   | 43   | 43   |
| Počet domů     | 36   | 35   | 35   | 37   | 36   | 34   | 33   | 30   | 30   | 18   | 17   | 28   | 28   | 33   | 33   |

## Obecní správa
Při sčítání lidu v letech 1850–1960 Chudolazy byly samostatnou obcí, se kterým patřily nejprve do okresu Dubá, ale v roce 1950 v okrese Roudnice nad Labem a od roku 1960 v okrese Mělník. Od 1. července 1960 do 31. prosince 1992 byly částí obce Želízy v okrese Mělník. Od 1. ledna 1993 jsou částí obce Medonosy v okrese Mělník.

## Pamětihodnosti
- Vodní mlýn